# ベイビー・カム・バック
「ベイビー・カム・バック」（Baby Come Back）は、プレイヤーのシングル。デビュー・アルバム『ベイビー・カム・バック』(Player)からの最初のシングルとして1977年に発売された。
このデビュー曲は全米ビルボードシングルチャートで3週間連続1位となり、R&Bチャートでも10位を記録。カナダのチャートでも1位を記録するなど、プレイヤーの楽曲における最大のヒット曲となった。
1997年に、リサ・スタンスフィールドにカバーされたほか、多くの楽曲にサンプリングとして使用されている。2007年には映画『トランスフォーマー』でフィーチャーされて再び人気曲となり、2022年の映画『ブラックアダム』の挿入歌としても使用されている。

## トラック・リスト
| #  | タイトル                                        | 作詞 | 作曲・編曲 | 時間 |
| -- | ----------------------------------------------- | ---- | ---------- | ---- |
| 1. | 「ベイビー・カム・バック (Baby Come Back)」     |      |            | 3:28 |
| 2. | 「愛はどこにでも… (Love Is Where You Find It)」 |      |            | 4:06 |

## レコーディング・ミュージシャン
出典は
- ピーター・ベケット（英語版） – リード・ボーカル、バック・ボーカル、エレクトリック・ギター
- J・C・クロウリー（英語版） – バック・ボーカル、アコースティック・ピアノ、エレクトリック・ピアノ
- ロン・モス（英語版） – バック・ボーカル、ベース
- ジョン・フリーセン (John Friesen) – ドラムス、マラカス、コンガ
- ウェイン・クーパー (Wayne Cooper) - シンセサイザー、クラビネット、エレクトリック・ピアノ
- ジェイ・ルイス（英語版） – レコーディング・エンジニア
- マット・ハイド（英語版） – レコーディング・エンジニア
- ジョー・シドレ (Joe Sidore) – レコーディング・エンジニア
- ブライアン・ガードナー（英語版） - マスタリング・エンジニア

## チャート記録

### 週間
| チャート(1977-1978)                                                                   | 最高位 |
| ------------------------------------------------------------------------------------- | ------ |
| アメリカ「ホット100・シングルチャート」(Billboard Hot 100)                            | 1      |
| アメリカ「ホットR&B/ヒップホップ・シングルチャート」(Billboard Hot R&B/Hip-Hop Songs) | 10     |
| アメリカ「アダルト・コンテンポラリー・チャート」(Adult Contemporary)                  | 20     |
| イギリス「全英シングルチャート」(UK Singles Chart)                                    | 32     |
| カナダ「RPM・シングルチャート」(RPM)                                                  | 1      |
| 南アフリカ「スプリングボック・トップ20」(Springbok SA Top 20)                         | 9      |
| ニュージーランド「レコード産業協会」(Recorded Music NZ)                               | 4      |

### 年間
| チャート(1978)                                                  | 位 |
| --------------------------------------------------------------- | -- |
| アメリカ「年間ビルボード・ホット・チャート」(Billboard Hot 100) | 7  |
| カナダ「年間RPM・シングルチャート」(RPM)                        | 44 |

## オールタイム・ランキング
| 出版媒体（国）               | ランキング名称                                                            | 位  | 発表年度 |
| ---------------------------- | ------------------------------------------------------------------------- | --- | -------- |
| ビルボード（米） (Billboard) | ホット100・60周年記念オールタイム（1958–2018） (Hot 100 60th Anniversary) | 324 | 2018     |

## カバー・アーティスト
出典は
- O・C・スミス（英語版）（1980年） - アルバム『Dreams Come True』に収録。
- チャリス（英語版）（1989年） - アルバム『Catch It』に収録。
- 天野清継 with 国府弘子（1995年） - アルバム『Heaven and Beyond...』に収録。
- リサ・スタンスフィールド（1997年） - アルバム『Lisa Stansfield』日本盤ボーナストラックに収録。
- ジョー・マクブライド (Joe McBride)（1998年） - アルバム『Double Take』に収録。
- ノー・マーシー（英語版）（1998年） - アルバム『More』に収録。
- ロン・モス（英語版） feat. ピーター・ベケット（英語版）（2002年） - アルバム『I'm Your Man』オーストラリア盤に収録。
- ラズロ・ベイン（英語版）（2007年） - アルバム『Guilty Pleasures (Lazlo Bane album)』に収録。
- 卓犹燕（英語版）（2007年） - アルバム『Rewind』に収録。
- L.J.レイノルズ (LJ Reynolds)（2011年） - アルバム『Get to This』に収録。
- ブルー（英語版）（2013年） - アルバム『Drink a Toast to Innocence - A Tribute to Lite Rock』に収録。
- オーシャン・アリー（英語版）（2018年） - オーストラリアの国営ラジオ局「Triple J」の「Like a Version」でパフォーマンス収録。
- スティーブ・マイケルズ (Steve Michaels)（2019年） - アルバム『Fantasy』に収録。

## 他の楽曲へのサンプリング
出典は
- ビズ・マーキー「Things Get a Little Easier」（1989年） - アルバム『The Biz Never Sleeps』に収録。
- DFC（英語版） feat. MCエイト「Mo’ Love」（1994年） - アルバム『Things in tha Hood』に収録。
- ヴァネッサ・ハジェンズ「Come Back to Me」（2006年） - アルバム『V』に収録。
- チャールズ・ハミルトン（英語版）「The Honeymoon’s Over」（2008年） - ミックステープ『It’s Charles Hamilton』に収録。
- オランジー (Orangey)「Burgers Out」（2010年） - 『DIDNT CAR』に収録。
- コダック・ブラック「Shake Back」（2015年） - ミックステープ『Institution』に収録。
- チャールズ・ハミルトン「Used Up」（2016年） - ミックステープ『StHRezzurexion』に収録。
- shiey「Baby Come Back」（2016年）
- ヤング・グレイヴィー（英語版）「Cheryl」（2017年） - EP『Gravy Train Down Memory Lane: Side B』に収録。
- ピリオド・ティアズ (Period Tears)「Mazda 3」（2021年） - アルバム『Neuralink』に収録。

## 参考資料
- 『スーパー・ジューク・ボックス3000～70’s＆80’sヒッツ』Various Artists、ユニバーサル、2005年10月26日。UICY-9624。